# Polypodium eatonii
Polypodium eatonii är en stensöteväxtart som beskrevs av Bak. Polypodium eatonii ingår i släktet Polypodium och familjen Polypodiaceae. Inga underarter finns listade.